# Motta di Livenza
Motta di Livenza – miejscowość i gmina we Włoszech, w regionie Wenecja Euganejska, w prowincji Treviso.
Według danych na rok 2004 gminę zamieszkiwało 9655 osób, 260,9 os./km².
W mieście urodził się Andrea Luchesi (ur. 23 maja 1741 w Motta di Livenza, zm. 21 marca 1801 w Bonn) – włoski kompozytor i organista. Od 1774 był kapelmistrzem w Bonn; w kierowanej przez niego orkiestrze grał młody Ludwig van Beethoven.
Urodziła się tutaj Maria Elena Camerin, włoska tenisistka.